# 努瓦河畔埃斯特雷
努瓦河畔埃斯特雷（法語：Estrées-sur-Noye，法語發音：[ɛstʁe syʁ nwa]）是法国上法兰西大区索姆省的一个市镇，属于亚眠区。该市镇2009年时的人口为270人。

## 人口
努瓦河畔埃斯特雷人口变化图示
| 数据来源：INSEE |